# CVR(T)
Combat Vehicle Reconnaissance (Tracked) (рус. Боевая машина разведки (гусеничная)), сокр. CVR(T) — серия боевых бронированных машин, впервые разработанных в Великобритании, в 1960-е годы, компанией Alvis с целью заменить в эксплуатации предыдущую разработку той же фирмы — бронеавтомобиль Saladin.
Модификации CVR(T) включают, в частности, лёгкие танки Scorpion и Scimitar, бронетранспортёр Spartan, самоходную противотанковую ракетную установку Striker и командно-штабную машину Sultan. Все модификации CVR(T) имеют однотипные подвеску, двигатель и сварной бронекорпус из алюминиевой брони. В общей сложности на вооружение британских вооружённых сил и армий других стран поступило свыше 3500 машин этого класса. CVR(T), принимавшие участие в Фолклендской войне, войне в Персидском заливе и (на вооружении миротворцев ООН) в ходе Боснийского конфликта, в конце XX и начале XXI века постепенно снимаются с вооружения британской армии. Окончание срока службы остающихся в строю машин семейства запланировано на 2020 год.

## Общее описание
Разработанные компанией Alvis plc в конце 1960-х годов, машины семейства CVR(T) были предназначены для замены в британских войсках бронеавтомобиль Saladin. Первая модель — лёгкий танк FV101 Scorpion — поступила на вооружение в 1973 году.
После снятия с вооружения танка «Скорпион» и самоходного ПТРК «Страйкер» в строю остаются следующие модификации:
- боевая разведывательная машина FV107 Scimitar (вооружённый 30-мм автоматической пушкой RARDEN)
- сверхмалый бронетранспортёр FV103 Spartan
- командно-штабная машина FV105 Sultan
- бронированная медицинская машина FV104 Samaritan
- бронированная ремонтно-эвакуационная машина FV106 Samson

В последние годы машины семейства CVR(T) были подвергнуты модернизации, включавшей установку противокумулятивных экранов для улучшения защиты от РПГ-7, системы внешнего охлаждения, улучшение брони (в частности, установку пассивной брони на шасси примерно 160 машин и систем противоминной защиты примерно на 130 машин) и средств ночного видения. Были заменены командирский купол на «Спартанах» и вся электроника в «Симитарах». Окончание срока службы остающихся в строю машин семейства запланировано на 2020 год. Машины семейства CVR(T), в том числе и типов, уже снятых с вооружения британской армии («Скорпионы»), продолжают нести службу в войсках других стран. В частности, модернизированный «Скорпион» стоит на вооружении в Малайзии.

## Модификации
- FV101 Scorpion — боевая разведывательная машина
  - FV4333 Stormer — бронетранспортёр на базе агрегатов FV101, стал родоначальником собственного семейства машин
- FV102 Striker — самоходный противотанковый ракетный комплекс
- FV103 Spartan — бронетранспортёр (до 7 человек личного состава, включая 4 членов экипажа)
- FV104 Samaritan — бронированная медицинская машина
- FV105 Sultan — командно-штабная машина
- FV106 Samson — бронированная ремонтно-эвакуационная машина
- FV107 Scimitar — боевая разведывательная машина
- Sabre — гибрид из башни лёгкой бронированной разведывательной машины «Фокса» на шасси FV101 Scorpion с пушкой от FV107 Scimitar
- Sturgeon и Salamander — учебные модификации Spartan и Scorpion.

## Тактико-технические характеристики
| Характеристика   | «Скорпион»                                   | «Симитар»                                                    | «Спартан»                              |
| ---------------- | -------------------------------------------- | ------------------------------------------------------------ | -------------------------------------- |
| Экипаж, человек  | 3                                            | 3                                                            | 3+4                                    |
| Боевая масса, кг | 8074                                         | 8070                                                         | 8172                                   |
| Длина, м         | 4,79                                         | 4,9                                                          | 5,125                                  |
| Ширина, м        | 2,235                                        | 2,24                                                         | 2,26                                   |
| Высота, м        | 2,10                                         | 2,10                                                         | 2,28                                   |
| Пушка            | 76-мм L23A1 нарезная боекомплект 40 снарядов | 1 x 30 mm L21 Rarden автоматическая боекомплект 160 снарядов | -                                      |
| Пулемёты         | 1 × 7,62-мм L8A1 1 × 7,62-мм L9A1            | 1 × 7,62-мм GMPG                                             | 1 × 7,62-мм L37A1                      |
| Броня            | Алюминиевая, катаная толщиной 20-60 мм       | Алюминиевая, катаная толщиной 20-60 мм                       | Алюминиевая, катаная толщиной 20-60 мм |
| Двигатель        | 195 л. с.                                    | 190 л. с.                                                    | 195 л. с.                              |
| Скорость, км/ч   | 80 (шоссе)                                   | 80 (шоссе)                                                   | 80 (шоссе)                             |
| Запас хода, км   | 644                                          |                                                              | 483                                    |

## Использование в конфликтах

### Фолклендская война
«Боевое крещение» машины CVR(T) приняли в ходе Фолклендской войны. В боевых действиях участвовали два взвода, на вооружении каждого из которых находились по два «Скорпиона», два «Симитара» и один «Сампсон». В ожидании атаки вражеской пехоты машины вкопали в землю и использовали при отражении авиационных штурмовок. В одном из таких боестолкновений из 30-мм орудия RARDEN, которым вооружены «Симитары», был сбит аргентинский штурмовик Skyhawk. Когда британские десантники перешли в наступление, бронемашины использовались для огневой поддержки атакующих. За время боевых действий британцы потеряли один «Скорпион», подорвавшийся на мине, также зафиксирован один случай поломки трансмиссии.

### Война в Персидском заливе
В войне в Персидском заливе 1991 года принимали участие 25 тысяч британских военнослужащих, в том числе 1-я бронетанковая дивизия. Машины CVR(T), стоявшие на вооружении 16/5-го Её Величества королевского уланского полка, планировалось использовать для ведения скрытных разведывательных операций, однако к этому моменту средства наблюдения, установленные на них, уже устарели. В итоге машины были направлены не в танковые, а в артиллерийские части.
В общей сложности было развёрнуто по 24 «Скорпиона» и «Скимитара» и 12 «Страйкеров». 25 февраля разведчики, не встречая сопротивления, углубились внутрь территории Ирака. Противник — усиленный механизированный батальон — был обнаружен лишь 26 февраля. В развернувшемся бою, где со стороны международной коалиции участвовали также системы залпового огня и штурмовики A-10 Thunderbolt II, противотанковым ракетным комплексам FV102 «Страйкер», входившим в состав разведывательного батальона, удалось поразить несколько иракских танков Т-55. В дальнейшем разведчики были направлены прикрывать разрыв между наступавшими 4-й и 7-й бронетанковыми бригадами, а затем брошены на охрану тылов.
В целом второй боевой опыт CVR(T) в составе британских войск оказался не самым удачным. Из-за рельефа местности они не могли развить такую же скорость, как основные танки Челленджер, что препятствовало их использованию в составе боевых групп, и в результате они в основном использовались для прикрытия флангов и тыла или в отрыве от основных сил. Комбинированная разведгруппа в составе офицеров-корректировщиков и сапёров под прикрытием четырёх «Спартанов» достойно себя показала в боях 26 февраля.

### Боснийский конфликт
В 1992 году в ходе участия международных сил в Боснийском конфликте в Боснии и Герцеговине была развёрнута британская механизированная группа. В состав группы были включены машины CVR(T) из подразделений 9/12-го королевского уланского полка и Лёгкого драгунского полка. Дополнительная группа, в состав которой входил разведывательный эскадрон, была направлена на Балканы в 1994 году. В числе задач, выполнявшихся британскими «Скимитарами» с их высокой манёвренностью, входило эскортирование автоколонн на извилистых горных дорогах.